# Альварес Дюмон, Сесар
Се́сар А́льварес Дюмо́н (исп. César Álvarez Dumont; 28 января 1866, Вила-Реал-ди-Санту-Антониу — 25 июля 1945, Марбелья, Испания) — испанский художник.

## Биография
Учился сперва в Академии изящных искусств в Малаге, позже в Королевской академии изящных искусств Сан-Фернандо в Мадриде. В 1895 году, получив от провинциального совета Малаги стипендию, отправился в Рим.
В 1897 году переехал в Париж, а в 1898 году вместе со своим братом Эухенио отправился в Северную Африку; посетил Марокко и Алжир. Вернувшись в Испанию, работал карикатуристом и иллюстратором, позже директором Школы изящных искусств в Севилье, Кадисе и Малаге.
Участник многих выставок, в том числе, Национальной выставки изящных искусств в Мадриде (1884, 1887, 1890, 1892), Всемирной выставки 1893 года в Чикаго и Всемирной выставки 1900 года в Париже.

## Творчество
С. Альварес Дюмон специализировался, в основном, на исторической (чаще всего связанной с наполеоновскими пиренейскими войнами), жанровой, религиозной и костумбризской живописи. Баталист. Автор ряда картин на восточные темы.
Картины С. Альвареса Дюмона хранятся во многих музеях, в частности, музее Прадо.

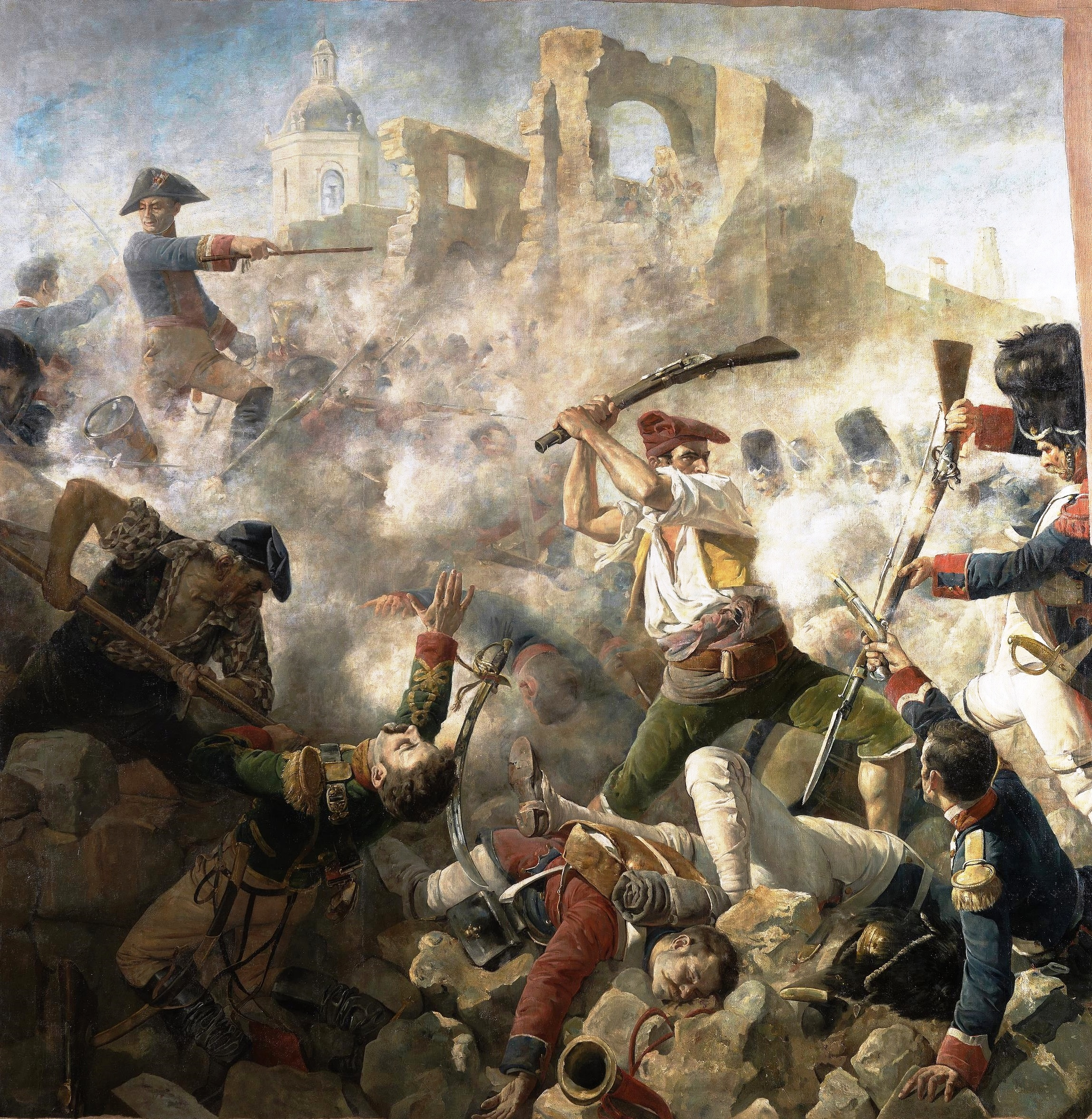
Осада Героны Великой армией в 1809 г., Прадо
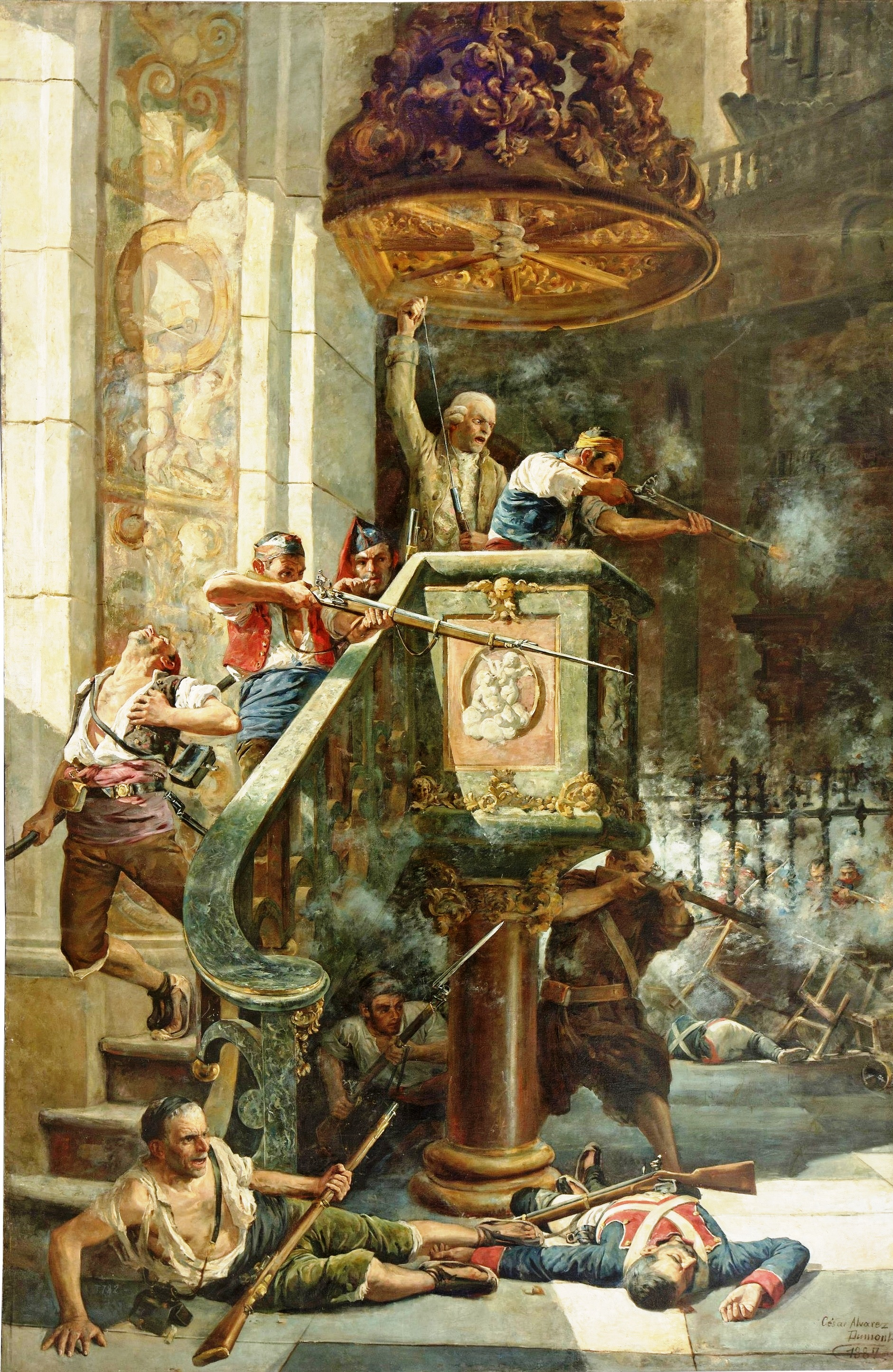
Оборона монастыря Сан-Агустин (Сарагоса), Прадо
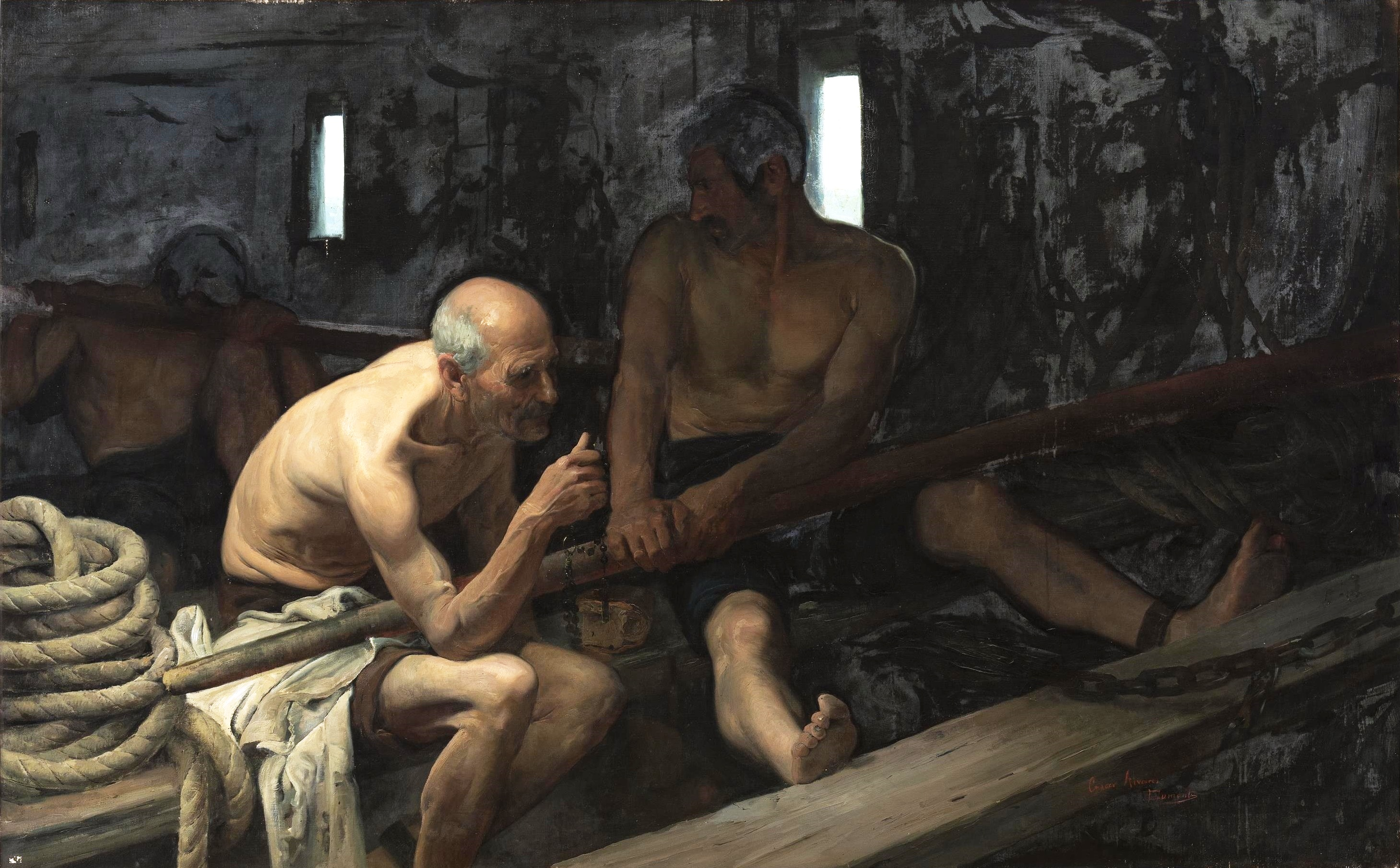
Галерники (Осужденные), Прадо
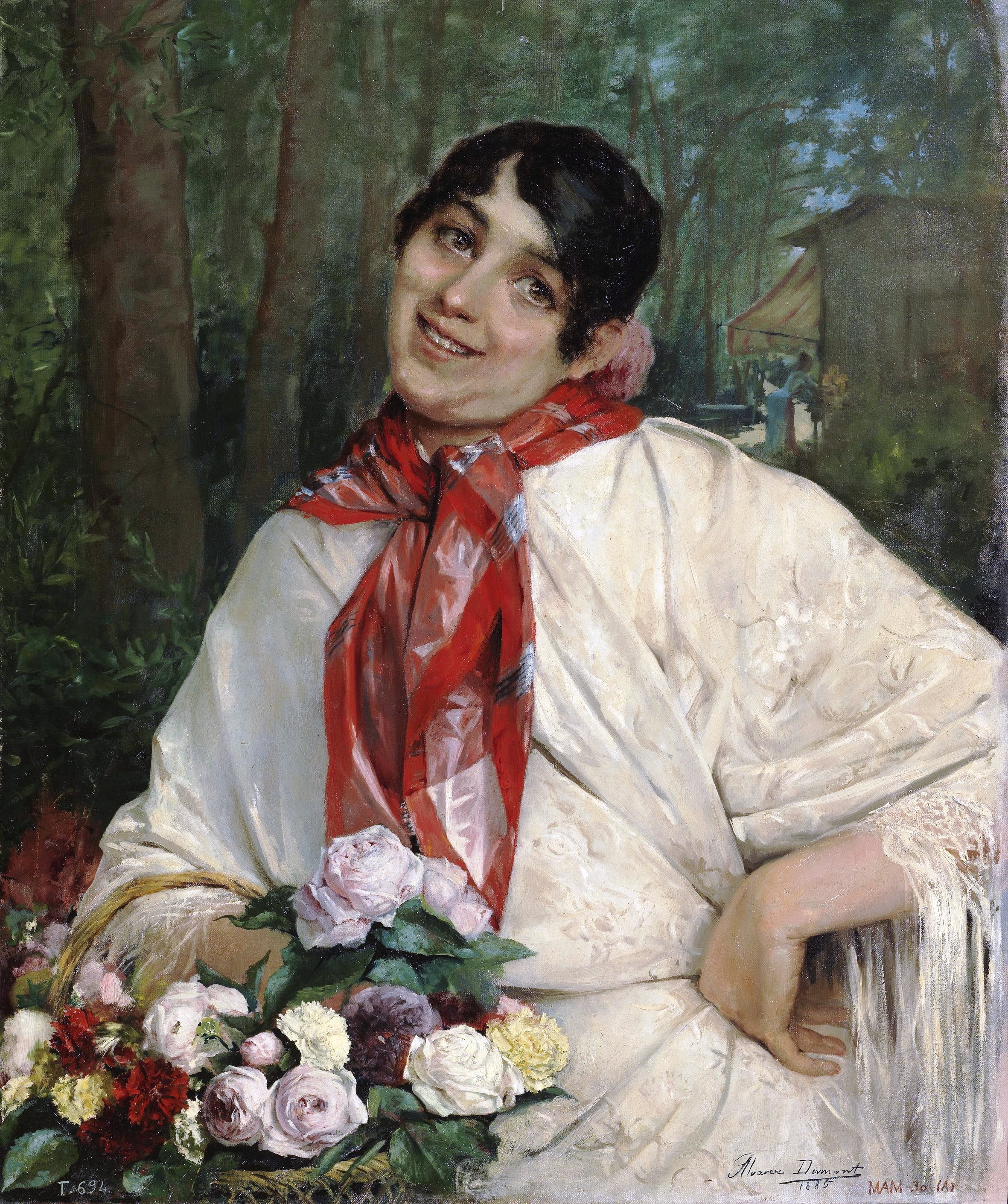
Цветочница, Прадо